# Гаевский, Аполлинарий Николаевич
Аполлина́рий Никола́евич Гае́вский (1897, Каменец-Подольский — 1990, Донецк) — советский шахматист, участник восьми чемпионатов УССР, один из сильнейших шахматистов Донбасса, 8-кратный чемпион Донецкой области.

## Биография
Учился на математическом отделении физико-математического факультета Каменец-Подольского государственного украинского университета (действительный студент от 30 сентября 1919 года).
Сильнейший шахматист Каменца-Подольского в начале 1920-х годов. Неоднократный чемпион города. Так, в 1926 году в чемпионате Каменца-Подольского набрал 8 очков и опередил второго и третьего призёров на 1,5 очка. Участник первого чемпионата УССР по шахматам (1924) — 4 очка из 10 (7-9 место).
Выступал и в следующих чемпионатах УССР. В первых чемпионатах УССР представлял Каменец-Подольский. 1930 года переехал в Сталино (ныне Донецк). На XI чемпионате УССР в Днепропетровске (1939) представлял Донецк.
Всего в восьми чемпионатах Украины сыграл 92 партии (32 победы, 17 ничьих, 43 поражения).
8-кратный чемпион Донецкой области (последний раз — 1962). 10-кратный чемпион Донецка. Третий призёр всесоюзного «турнира городов» (1925).
Занимался тренерской работой. Самый известный воспитанник — международный мастер Ю. Н. Сахаров.
Участник Великой Отечественной войны.
Работал учителем математики в школе № 93 города Донецка. Жена и дочка — тоже учителя.

## Награды
- орден Отечественной войны II степени (1985[5])
- другие награды